# Fortăreața Petru și Pavel
Fortăreața Petru și Pavel, cunoscută și ca Fortăreața Petropavlovskaia, (în rusă Петропа́вловская кре́пость, transliterat: Petropavlovskaia Krepost) este cetatea de apărare a orașului Sankt Petersburg, Rusia, întemeiată de Petru cel Mare în 1703 și construită după planurile lui Domenico Trezzini în perioada 1706-1740. La începutul anilor 1920, era încă folosită ca închisoare și loc de execuție de către guvernul bolșevic. 
Astăzi ea a fost adaptată ca partea centrală și cea mai importantă a Muzeului de Stat al istoriei orașului Sankt Petersburg. Muzeul a devenit treptat unicul proprietar al clădirilor din cetate, cu excepția clădirii ocupate de Monetăria din Sankt Petersburg.

## Istoric

### De la fondare până în 1917

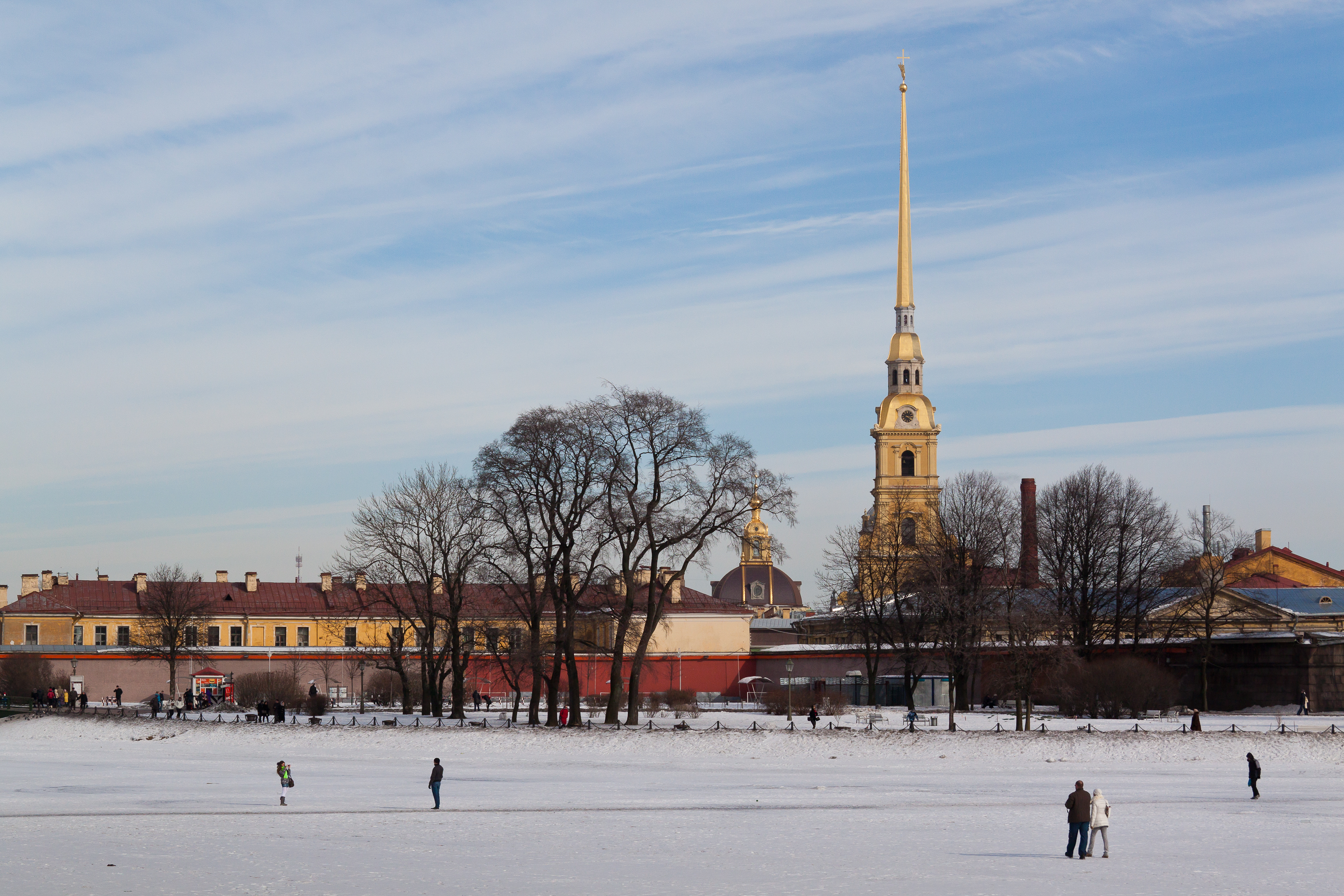
Fortăreața Petru și Pavel

Fortăreața a fost întemeiată de Petru cel Mare pe 16 mai (sv)/27 mai (sn) 1703 pe mica insulă Zaiaci aflată în apropierea malului nordic al râului Neva, ultimul insulă din amonte a deltei Nevei. Construit în perioada Marelui Război al Nordului, în scopul de a proteja capitala propusă a imperiului în fața unui contraatac suedez, fortul nu și-a îndeplinit niciodată scopul său militar. Cetatea a fost completată cu șase bastioane din pământ și lemn în termen de un an și a fost reconstruită din piatră în perioada 1706-1740.
Începând de prin anul 1720, fortul a servit ca bază a garnizoanei militare a orașului, precum și ca închisoare pentru deținuții politici sau de rang înalt. Bastionul Trubețkoi, reconstruit în anii 1870, a devenit blocul principal al închisorii. Prima persoană care a evadat din închisoarea cetății a fost prințul anarhist Piotr Kropotkin în 1876. Alte persoane celebre încarcerate în „Bastilia rusă” au fost Șneur Zalman din Liadi, țareviciul Alexei Petrovici, Artemi Volînski, Tadeusz Kościuszko, Aleksandr Radișcev, grupul Decembriștilor, Grigori Danilevski, Fiodor Dostoievski, Maxim Gorki, Mihail Bakunin, Nikolai Cernîșevski, Leon Troțki și Iosip Broz Tito.

### Revoluția Rusă și ulterior

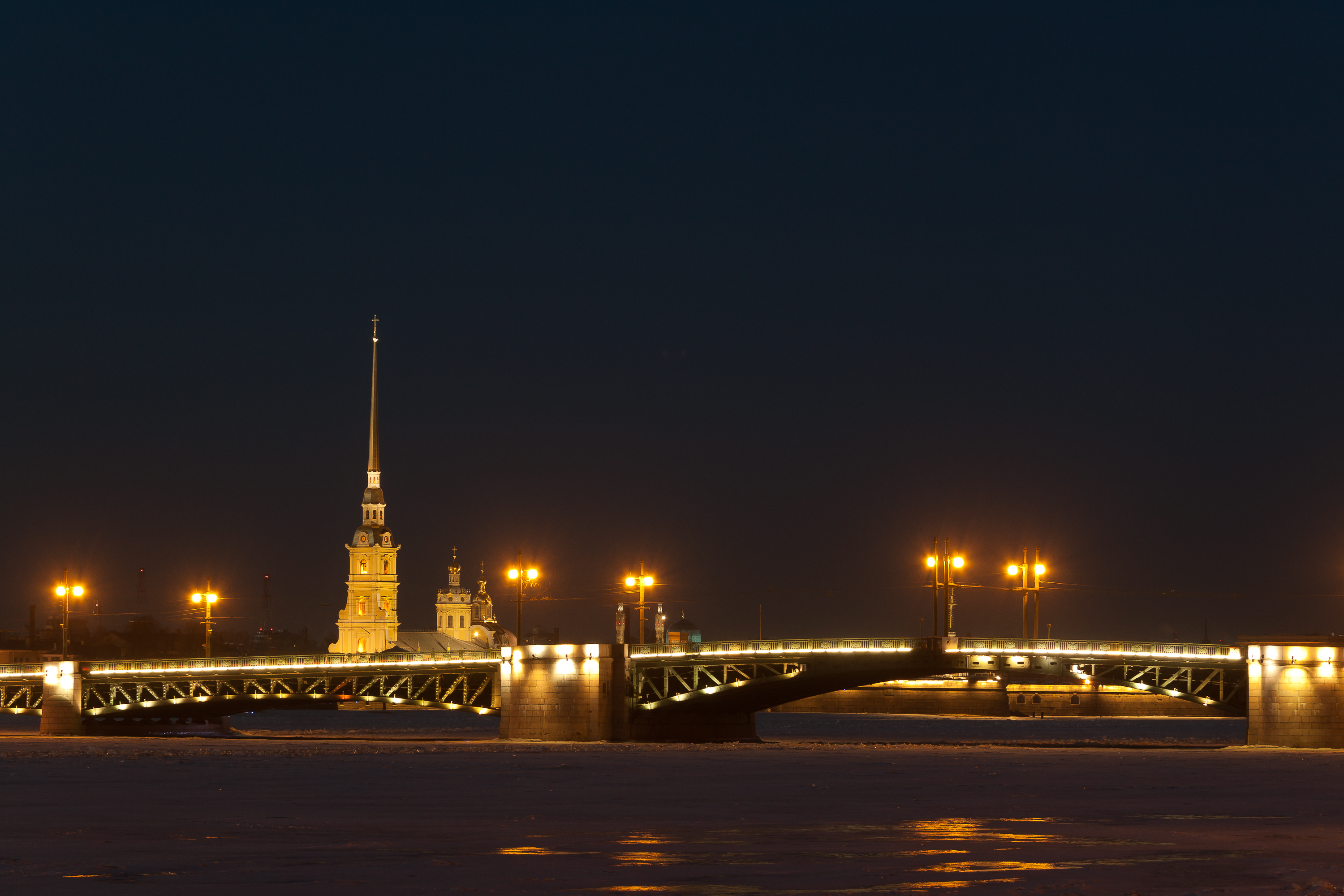
Podul Palatului și Fortăreața Petru și Pavel

În timpul Revoluției din Februarie 1917, fortăreața a fost atacată pe 27 februarie (sv) de soldații rebeli din Regimentul Pavlovski, iar prizonierii au fost eliberați. Sub Guvernul Provizoriu, sute de funcționari superiori ai regimului țarist au fost deținuți aici.
Țarul a fost amenințat că va fi încarcerat în fortăreață când s-a întors de la Moghilev la Țarskoe Selo în 8 martie (sv), dar a fost plasat sub arest la domiciliu. Pe 4 iulie (sv) atunci când bolșevicii au încercat să dea o lovitură de stat, garnizoana Fortăreței formată din 8.000 de militari s-a declarat de partea bolșevicilor. Aceștia s-au predat fără luptă forțelor guvernamentale pe 6 iulie (sv).
Pe 25 octombrie (sv), fortăreața a căzut rapid în mâinile bolșevicilor. În urma ultimatumului formulat de Sovietul de la Petrograd către miniștrii Guvernului Provizoriu aflați în Palatul de Iarnă, după o salvă de tun de avertisment lansată de pe crucișătorul Aurora la ora 21.00, tunurile din Fortăreață au tras aproximativ 30 de obuze în direcția Palatului de Iarnă. Doar două au lovit palatul, provocând doar pagube minore, dar apărătorii palatului au refuzat să se predea. În dimineața zilei de 26 octombrie (sv), la ora 02,10, Palatul de Iarnă a fost capturat de către forțele aflate sub comanda lui Vladimir Antonov-Ovseenko; miniștrii capturați au fost duși în cetate ca prizonieri.
În perioada 1918-1921 au fost asasinate aici cel puțin 112 persoane, inclusiv 4 mari duci ai Rusiei.
Cea mai mare parte a fortăreței a fost transformată în anul 1924 într-un muzeu. În 1931, Laboratorul de Dinamica Gazelor a fost instalat aici. Complexul a suferit pagube însemnate cu prilejul bombardării orașului de către armata germană în timpul celui de-al Doilea Război Mondial. El a fost restaurat cu fidelitate în perioada postbelică și este un punct principal de atracție turistică.

### Percepție publică
În folclorul rus, Fortăreața Petru și Pavel a fost portretizată ca un loc infernal și chinuitor, în care mii de prizonieri sufereau la nesfârșit de pe urma torturii și a foamei în temnițe murdare, înguste și suprapopulate. Aceste legende au avut ca efect transformarea închisorii într-un simbol al opresiunii guvernului în mintea oamenilor de rând. În realitate, condițiile din cetate erau mult mai puțin brutale decât se crede; în închisoare se aflau mai puțin de o sută de prizonieri în același timp, iar majoritatea lor aveau acces la bunuri de lux precum tutun, hârtie de scris și cărți de citit (inclusiv cărți subversive ca Das Kapital a lui Karl Marx). Când fortăreața a fost eliberată în primele etape ale Revoluției din februarie 1917, se aflau în închisoare numai nouăsprezece prizonieri recent încarcerați: conducătorii unui regiment răzvrătit din armată, care a trecut de partea revoluționarilor în timpul protestelor în masă din 26 februarie.
În ciuda falsității lor, poveștile despre condițiile inumane din închisoare au fost vitale pentru răspândirea sentimentelor revoluționare. Legendele au înfățișat guvernul ca fiind crud și fără discernământ în administrarea justiției, contribuind la coagularea unei atitudini antițariste. Mulți deținuți, după ce au fost eliberați, au scris relatări înspăimântătoare și exagerate care au consolidat părerea publicului cu privire la condițiile oribile de viață de acolo și i-au împins pe oameni să se revolte împotriva țarului. Scriitorii au exagerat, de multe ori intenționat, propriile experiențe pentru a atrage ura poporului față de guvernul țarist; scriitorul și fostul deținut Maxim Gorki a afirmat ulterior: „Fiecare rus care a stat vreodată în închisoare...ca prizonier politic...a considerat că-i datoria sa sfântă să prezinte Rusiei memoriile sale despre cât de mult a suferit”.

## Obiective turistice
Fortăreața conține mai multe clădiri importante grupate în jurul Catedralei Sfinții Petru și Pavel (1712-1733), care are un turn-clopotniță înalt de 122,5 m (cel mai înalt din centrul orașului) și o cupolă aurită cu un înger în vârf. 
Catedrala este locul de îngropare al tuturor țarilor Rusiei de la Petru I la Alexandru al III-lea, cu excepția lui Petru al II-lea și a lui Ivan al VI-lea. Rămășițele pământești ale țarului Nicolae al II-lea, familiei și servitorilor săi au fost îngropate acolo, în capela laterală cu hramul Sf. Ecaterina, pe 17 iulie 1998, la 80 de ani de la moartea lor. Spre sfârșitul anului 2006, rămășițele pământești ale țarinei Maria Feodorovna au fost aduse de la Catedrala Roskilde din apropierea Copenhagăi și reînhumate alături de soțul ei, Alexandru al III-lea.
Mausoleul ducal mai nou (construit în stil neo-Baroc sub supravegherea lui Leon Benois în perioada 1896-1908) este unit de catedrală printr-un coridor. El a fost construit în scopul de a elimina rămășițele pământești ale membrilor nedomnitori ai familiei Romanov din catedrală, unde abia dacă mai era loc pentru noi morminte. Mausoleul urma să găzduiască până la șaizeci de morminte, dar în perioada Revoluției Ruse erau acolo doar treisprezece. Ultima înmormântare care a avut loc aici a fost cea a Marelui Duce Vladimir Kirillovici (1992), fiul vărului țarului Nicolae al II-lea. Rămășițele pământești ale părinților săi, Marele Duce Kiril Vladimirovici și soția sa Victoria Feodorovna, au fost aduse în mausoleu de la Coburg în 1995.
În interiorul cetății se mai află clădirea monetăriei (construită după planurile lui Antonio Porta pentru țarul Pavel I), Bastionul Trubețkoi cu sumbrele sale celule de închisoare și muzeul orașului. Potrivit unei tradiții vechi de secole, un tun trage în fiecare amiază din Bastionul Narîșkin. Sărbătorirea anuală a zilei orașului (27 mai) are loc, în principal, pe insula în care s-a născut orașul.
Zidurile cetății se află pe o plajă nisipoasă, care a devenit una dintre cele mai populare din Sankt Petersburg. În timpul verii, plaja este de multe ori supraaglomerată, mai ales atunci când are loc pe țărm un important festival de sculptură în nisip.

Vedere a fortăreței
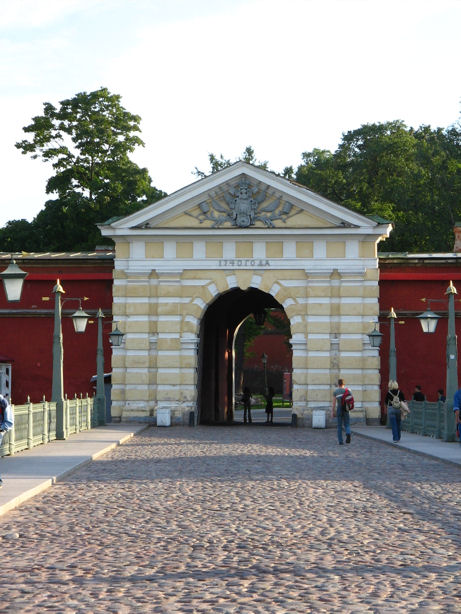
Intrarea de pe Podul Ioannovski
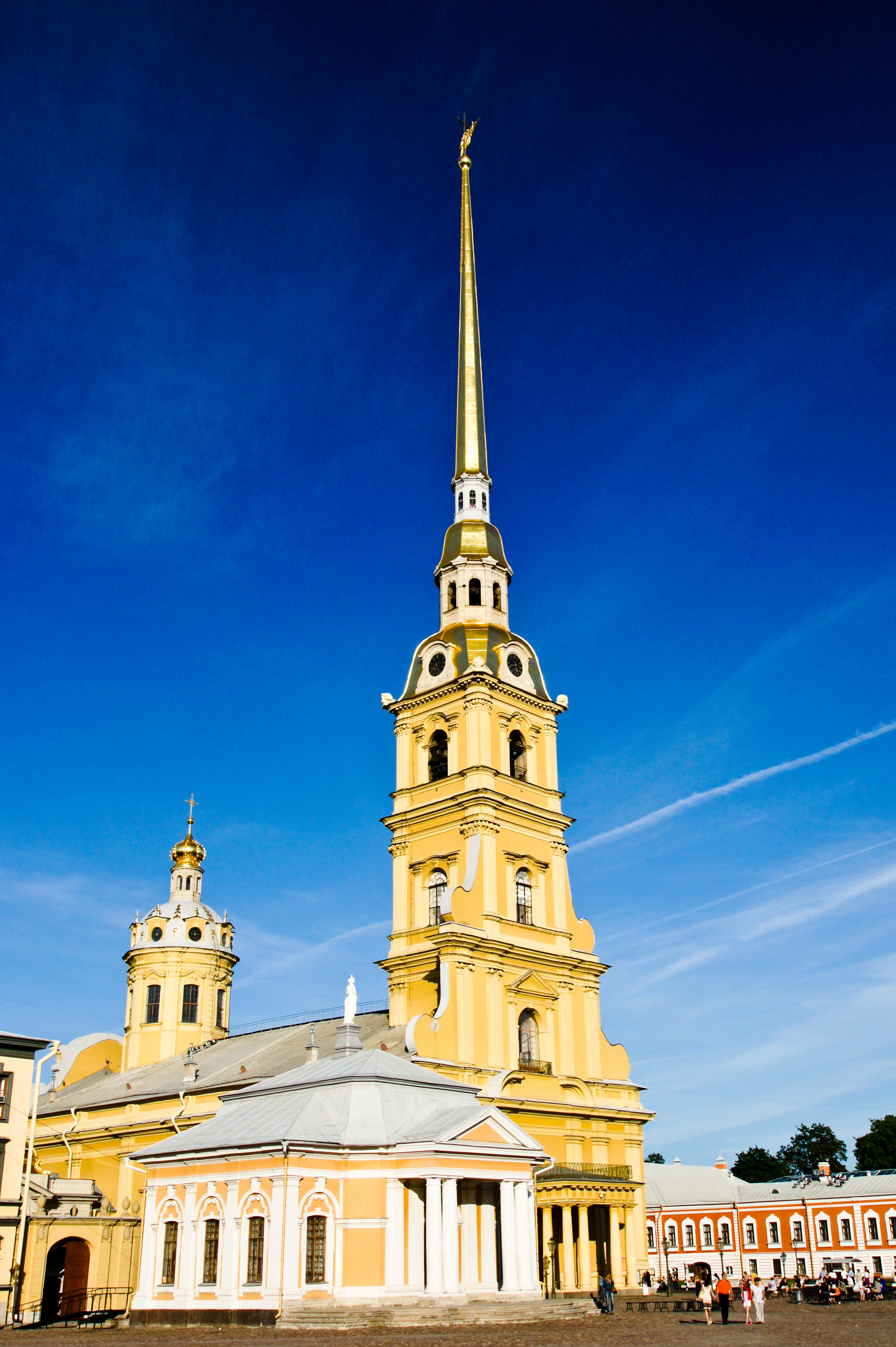
Catedrala Sfinții Petru și Pavel
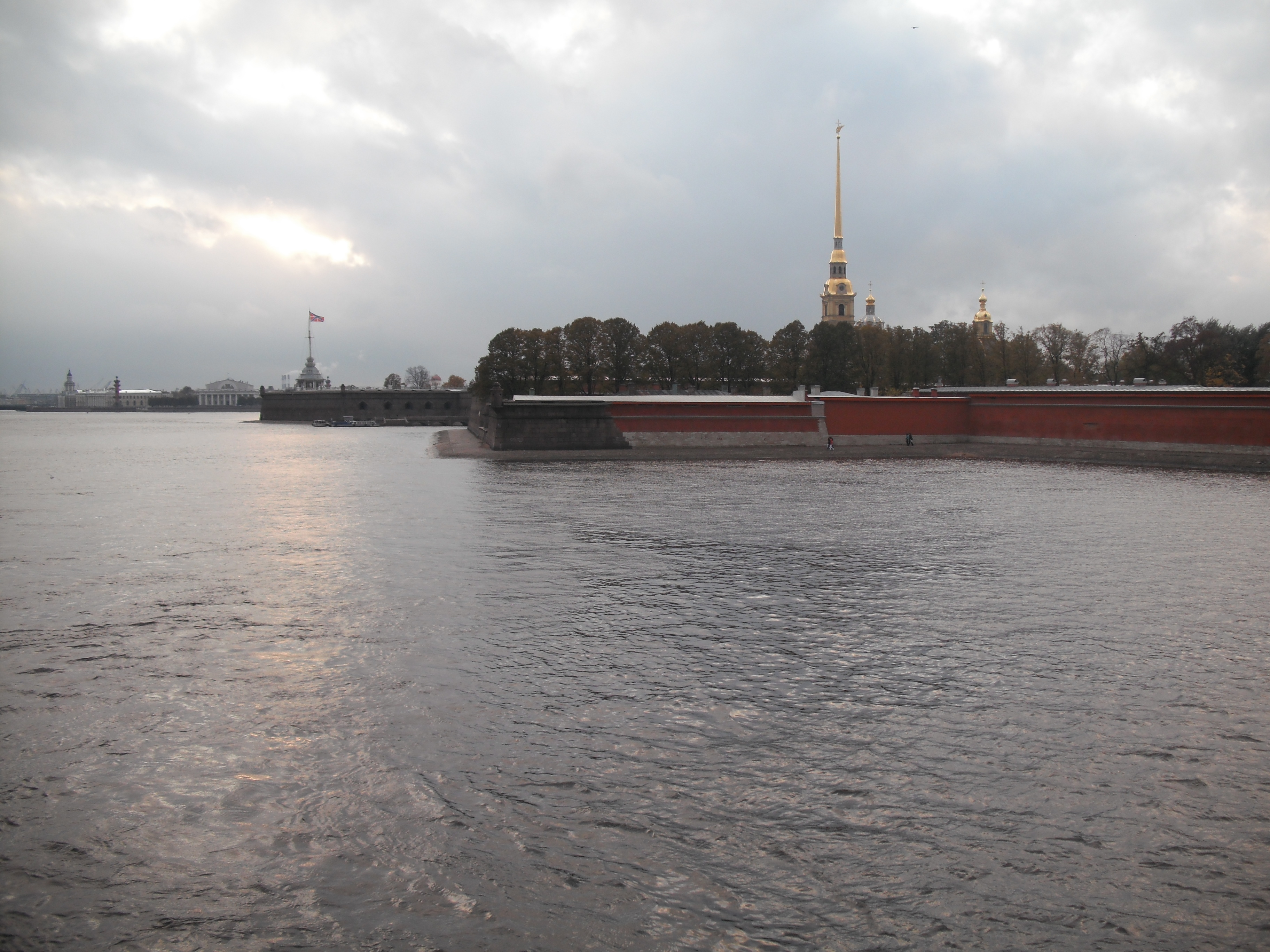
Vedere a fortăreței și catedralei de peste Neva

## Legături externe
- ru  Pagina oficială
- Site-ul oficial al complexului muzeal Arhivat în 3 martie 2017, la Wayback Machine.
- Fotografie prin satelit, prin intermediul Google Maps
- Fortăreața Petru și Pavel pe situl www.spb-city.com Arhivat în 13 septembrie 2018, la Wayback Machine.